# Ludmiła Stanukinas
Ludmiła Igoriewna Stanukinas (ros. Людмила Игоревна Станукинас; ur. 25 listopada 1930 w Ałma-Acie, zm. 8 lipca 2020 w Jerozolimie) – kazachska i radziecka reżyserka filmów dokumentalnych. Zasłużona Artystka RFSRR.

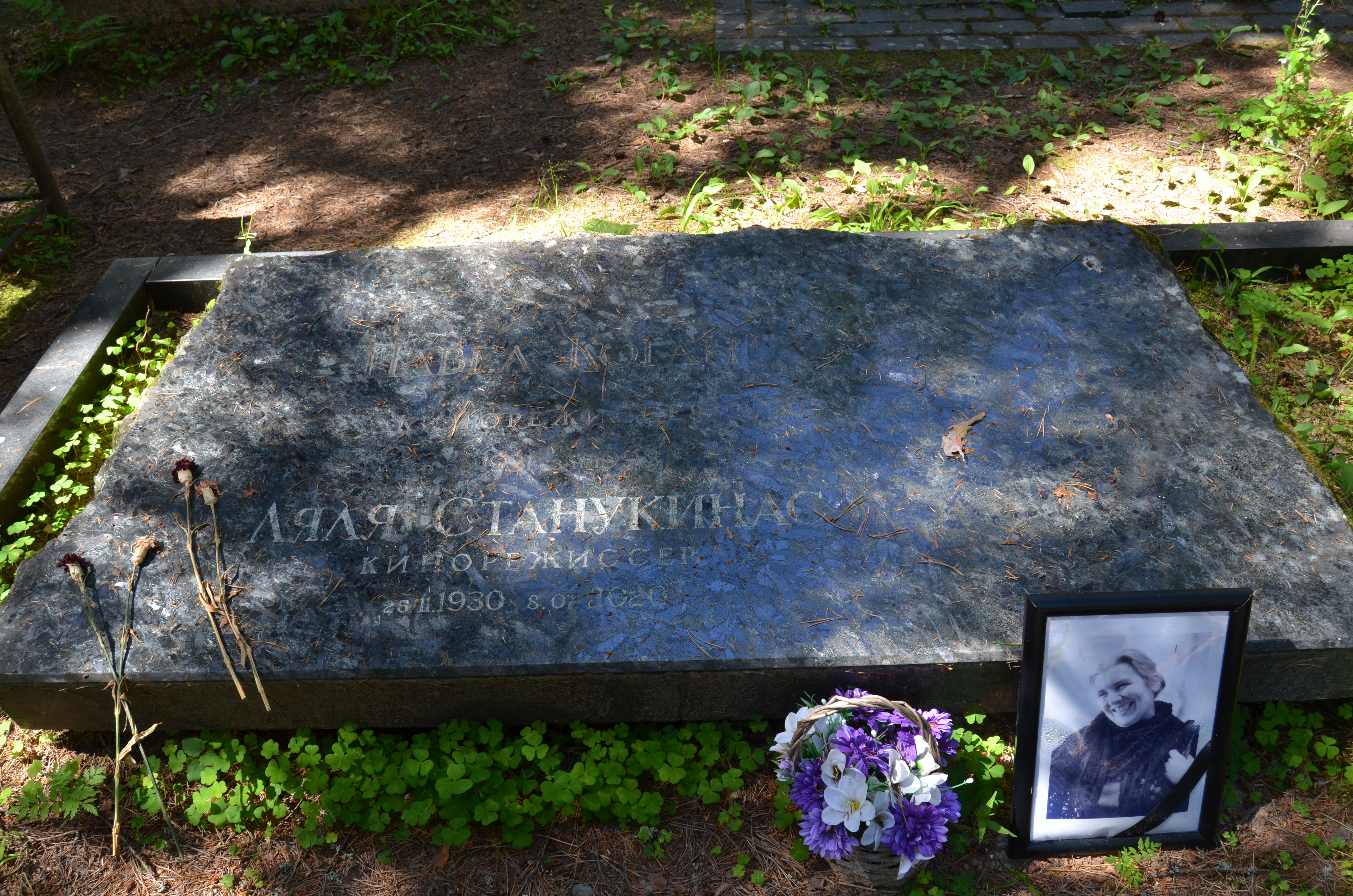
Grób Ludmiły Stanukinas i Pawieła Kogana, cmentarz w Komarowie

## Biografia
Ludmiła Stanukinas urodziła się w Ałma-Acie, ówczesnej stolicy Kazachskiej ASRR. W 1953 r. ukończyła Leningradzki Instytut Języków Obcych. Po studiach uczyła w szkole języka angielskiego. Od 1958 r. pracowała w wytwórni filmów dokumentalnych w Leningradzie (Leningradskaja Studija Dokumientalnych Filmow) początkowo jako asystentka Jefima Uczitiela, a następnie jako reżyser.  
Popularność zyskała dzięki filmom, w których ukazywani byli artyści, m.in.: filmy o Pawiele Sieriebriakowie (1969), Marku Bernesie (1971), Andrieju Pietrowie (1972), Juriju Tiemirkanowie (1974), Ilji Erenburgu (1977), Jewgieniju Lebiediewie (1978), Alisie Frejndlich (1979), Mstisławie Rostropowiczu (1990). W 1981 r. wyreżyserowała film …Wasz Iw. Turgieniew opary na korespondencji Iwana Turgieniewa. W 1970 r. zdobyła nagrodę Srebrnego Smoka na Międzynarodowym Festiwalu Filmów Krótkometrażowych w Krakowie za film Dzień przeprowadzki (Dień pieriejezda). W 1977 r. otrzymała Srebrnego Smoka za film Ilja Erenburg. 
W 1994 r. przeprowadziła się wraz z mężem, reżyserem filmów dokumentalnych Pawiełem Koganem (1931-1998), do Izraela. W 1998 r. ich uczeń Wiktor Kossakowski nakręcił film Paweł i Lala. Jerozolimski romans (Pawieł i Lala. Ijerusalimskij romans). W 2017 r. powstał film dokumentalny o życiu Ludmiły Lala. Sztrichi k portrietu w reżyserii Nikołaja Makarowa. 
Razem z mężem rokrocznie gościli na Międzynarodowym Festiwalu Filmów Dokumentalnych, Krótkometrażowych oraz Animacji „Przesłanie do człowieka” w Petersburgu. Po śmierci Kogana ustanowiła nagrodę jego imienia na festiwalu za najlepszy rosyjski film krótkometrażowy.
Zmarła 8 lipca 2020 r. w Jerozolimie. Pochowana jest z mężem na cmentarzu w Komarowie, niedaleko Petersburga. 

## Nagrody i wyróżnienia
- 1970: Nagroda Srebrnego Smoka na 7. Międzynarodowym Festiwalu Filmów Krótkometrażowych w Krakowie - za film Dzień przeprowadzki (Dień pieriejezda)[6].
- 1977: Nagroda Srebrnego Smoka na 14. Międzynarodowym Festiwalu Filmów Krótkometrażowych w Krakowie - za film Ilja Erenburg[7].
- 1989: Zasłużona Artystka RFSRR[3].